# Oskar Helmer

Büste Oskar Helmers in der Schule Oberwaltersdorf

Oskar Helmer (* 16. November 1887 in Gattendorf / Gata, Ungarn, ab 1921 Burgenland; † 13. Februar 1963 in Wien) war Schriftsetzer, Gewerkschafter, sozialdemokratischer Politiker und von Dezember 1945 bis Juli 1959 Innenminister Österreichs in der Nachkriegszeit. Er zählte zu den führenden politischen Persönlichkeiten der SPÖ nach 1945.

## Politiker in Niederösterreich
1907 war Helmer Wahlhelfer für Karl Renner in der ersten Reichsratswahl, bei der alle männlichen Staatsbürger Altösterreichs ab 24 Jahren wahlberechtigt waren. 1910 begann Helmer für die sozialdemokratischen Medien Wiener Volkstribüne und Gleichheit zu schreiben und war Parteisekretär in Wiener Neustadt, Niederösterreich. 1920/21 war Helmer als Mitglied der Verwaltungskommission für das neue Bundesland Burgenland (bis dahin Deutsch-Westungarn) engagiert, das 1921 an Österreich angeschlossen wurde.
1921–1934 gehörte er der Niederösterreichischen Landesregierung an (siehe Landesregierung Buresch I und Buresch II), von 1927 an als Landeshauptmann-Stellvertreter; weiters war er Mitglied des Landtags. Als die Sozialdemokratie in Österreich am 12. Februar 1934 von der Diktaturregierung Engelbert Dollfuß’ verboten wurde, wurde Helmer – der stets kompromissbereit gewesen war – kurze Zeit in Haft genommen. Von 1935 an war er während der Ständestaatsdiktatur bis 1938 und der NS-Herrschaft in Österreich bis 1945 für eine Versicherungsgesellschaft tätig. Gemeinsam mit Leopold Figl erneuerte Helmer nach Kriegsende im Sommer 1945 die niederösterreichische Landesverwaltung und war bis 1957 SPÖ-Parteiobmann dieses Bundeslandes.

## Langjähriger Innenminister
Im Mai 1945 wurde Helmer Unterstaatssekretär (entspricht der heutigen Funktion Staatssekretär) in der ersten Nachkriegsregierung unter Staatskanzler Karl Renner; Staatssekretär (entspricht der heutigen Funktion Bundesminister) für Inneres war bis November 1945 der Kommunist Franz Honner. Nach den ersten Parlamentswahlen war Helmer Abgeordneter zum Nationalrat und (gleichzeitig) österreichischer Bundesminister für Inneres in einer großen Koalition aus ÖVP und SPÖ von 20. Dezember 1945 bis 16. Juli 1959 in den Regierungen Figl–Schärf, Raab–Schärf und Raab–Pittermann (siehe Bundesregierung Figl I bis Raab II). Er galt als Anhänger der ÖVP/SPÖ-Koalition und war in diesem Zeitraum auch stellvertretender Parteivorsitzender der SPÖ.
Helmer spielte auch eine entscheidende Rolle bei der Parteigründung des VdU (Vorgängerorganisation der FPÖ). Helmer war damals als Innenminister auch Leiter der Wahl- und der Vereinsbehörde und somit zuständig für die Zulassung neuer Parteien und erhoffte sich durch die Kandidierung des VdU eine Schwächung der ÖVP. Allerdings ging die Taktik nicht auf, die SPÖ verlor bei der Wahl 1949 durch das Antreten des VdU sogar stärker als die ÖVP.
Als für die Exekutive zuständiger Minister musste er sich politisch immer wieder gegen die Besatzungsmächte, insbesondere gegen die Rote Armee, durchsetzen. Er erwarb sich hohes Ansehen durch die Konsequenz, mit der er Kommunisten, die 1945 in die Exekutive und in das Innenministerium eingetreten waren und die er (siehe etwa den KP-Putsch in Prag im Februar 1948) als enormes Sicherheitsrisiko empfand, von tatsächlicher Macht fernhielt und Polizei wie Gendarmerie dem Einfluss der sowjetischen Besatzungsmacht so weit wie möglich entzog. Dazu setzte er Josef Holaubek sehr erfolgreich als Polizeipräsidenten von Wien ein.
Während der Oktoberstreiks 1950, die von vielen als kommunistischer Putschversuch bewertet wurden, zeigte er eine feste Haltung.
1957 war er einer der Karl-Renner-Preis-Träger. Nach seinem Ausscheiden aus den beiden politischen Ämtern wurde er Präsident der staatseigenen Länderbank.
Oskar Helmer starb 1963 und wurde in seinem langjährigen Wohnort Oberwaltersdorf in einem Ehrengrab beigesetzt. Nach ihm wurden Straßen in Stockerau, Gattendorf, Teesdorf und in St. Pölten sowie Wohnanlagen in Wien und Pressbaum, Niederösterreich, benannt. Weiters besteht in Oberwaltersdorf eine Oskar-Helmer-Schule.

## Kritische Bewertungen
Die antisemitischen Neigungen Oskar Helmers blieben in der SPÖ nicht verborgen:

„Auch viele ehemals prominente Sozialisten wurden nicht zur Rückkehr eingeladen, wobei 1946 auch subkutane antisemitische Grundtendenzen in dieser Politik sichtbar zutage traten (…). So stellte Friedl Schorsch (…), ehemaliger Gewerkschafter und aktiver Schutzbundführer im Bürgerkrieg im Februar 1934, nach seiner selbstorganisierten Rückkehr aus den USA am 3. Juli 1946 fest: ‚Nach Darstellung Hillegeists und vielen anderen in seiner Umgebung sind Schärf und Helmer die treibenden Antisemiten in der Partei, die im internen Kreis angeblich alle Naziausdrücke weiterverwenden.‘ Auch Kreisky (…) wurde noch in den 1950er Jahren Zeuge von antisemitischen Witzen (…) Helmers (…).“

Helmer war maßgeblich an der Verschleppung der Entschädigungszahlungen für die Opfer des Nationalsozialismus in Österreich beteiligt:

„Was den Juden weggenommen wurde, kann man nicht auf die Plattform ‚Großdeutsches Reich‘ bringen. Ein Großteil fällt schon auf einen Teil unserer lieben Mitbürger zurück. […] Ich sehe überall nur jüdische Ausbreitung […] Auch den Nazis ist im Jahre 1945 alles weggenommen worden […] Ich wäre dafür, dass man die Sache in die Länge zieht. […] Die Juden werden das selbst verstehen, da sie im klaren darüber sind, dass viele gegen sie Stellung nehmen.“

Während seiner Zeit als Innenminister setzte sich Helmer wiederholt für die vorzeitige Begnadigung von verurteilten Nationalsozialisten ein. Unter den Begnadigten waren auch mehrere von Volksgerichten rechtskräftig verurteilte Mörder. Dazu ein Brief an Justizminister Josef Gerö zur Begnadigung von NS-Tätern:

„Lieber Freund!

In Anbetracht der bevorstehenden Weihnachtszeit gestatte ich mir, in der Anlage eine Liste von wegen politischer Delikte in der Strafanstalt Stein inhaftierten ehemaligen Nationalsozialisten zu übermitteln.

Die genannten Personen scheinen infolge ihrer persönlichen sowie ihrer familiären Umstände für die Einbeziehung in eine Weihnachtsamnestie geeignet. […]

Mit besten Grüßen

Oskar Helmer“

Im Vorfeld der Nationalratswahl 1949 warben beide Großparteien um die Stimmen der nun wieder wahlberechtigten ehemaligen Nationalsozialisten. Die ÖVP führte diese Kontaktaufnahme im Rahmen der sogenannten Oberweiser Konferenz durch. Aufseiten der SPÖ war vor allem Helmer in diesem Zusammenhang besonders aktiv. Im August 1949 kam es in Gmunden zu einem Zusammentreffen Helmers mit prominenten ehemaligen Nationalsozialisten (u. a. Erich Kern), wo Helmer um Unterstützung für die SPÖ warb. Zu seinem Motiv erklärte Helmer: „Wenn ich die Nazi net betreu, betreut sie der Maleta in Oberweis“.

## Eigene Werke
- Der Weg in die Freiheit. Wien 1949
- 50 Jahre erlebte Geschichte. Wien 1957
- Nachlass im Archiv für Geschichte der Arbeiterbewegung

## Auszeichnungen
- 1952: Ehrenring des Landes Niederösterreich
- 1954: Großes Goldenes Ehrenzeichen am Bande für Verdienste um die Republik Österreich[12]
- 1960: Goldenes Komturkreuz mit dem Stern des Ehrenzeichens für Verdienste um das Bundesland Niederösterreich[13]